# Antje-Kathrin Allgaier
Antje-Kathrin Allgaier (* 1974) ist eine deutsche Psychologin.

## Leben
Von 1993 bis 2000 studierte sie Psychologie (Diplom) an der Otto-Friedrich-Universität Bamberg. Von 2001 bis 2006 war sie wissenschaftliche Mitarbeiterin an der Klinik und Poliklinik für Psychiatrie und Psychotherapie der Ludwig-Maximilians-Universität München. Nach der Promotion 2005 an der Medizinischen Fakultät der Ludwig-Maximilians-Universität München war sie von 2007 bis 2011 wissenschaftliche Mitarbeiterin an der Klinik und Poliklinik für Kinder- und Jugendpsychiatrie, Psychosomatik und Psychotherapie der Ludwig-Maximilians-Universität München. Von 2011 bis 2012 war sie Vertretungsprofessorin für Klinische Psychologie und Interventionspsychologie mit dem Schwerpunkt Klinische Entwicklungspsychologie an der Fakultät für Psychologie und Pädagogik der Ludwig-Maximilians-Universität München. Nach der Habilitation 2013 an der Fakultät für Psychologie und Pädagogik der Ludwig-Maximilians-Universität München und der Approbation 2013 als Psychologische Psychotherapeutin, Vertiefung in Verhaltenstherapie war sie von 2014 bis 2017 Vertretungsprofessorin an der Universität der Bundeswehr München. Seit 2017 lehrt sie als Professorin für Klinische Psychologie und Psychotherapie an der Universität der Bundeswehr München.
Ihre Forschungsschwerpunkte sind Prävention von depressiven Störungen und Suizidalität, Diagnostik und Klassifikation affektiver Störungen und Interventionen bei affektiven Störungen.